# Továrna Oskara Schindlera v Krakově

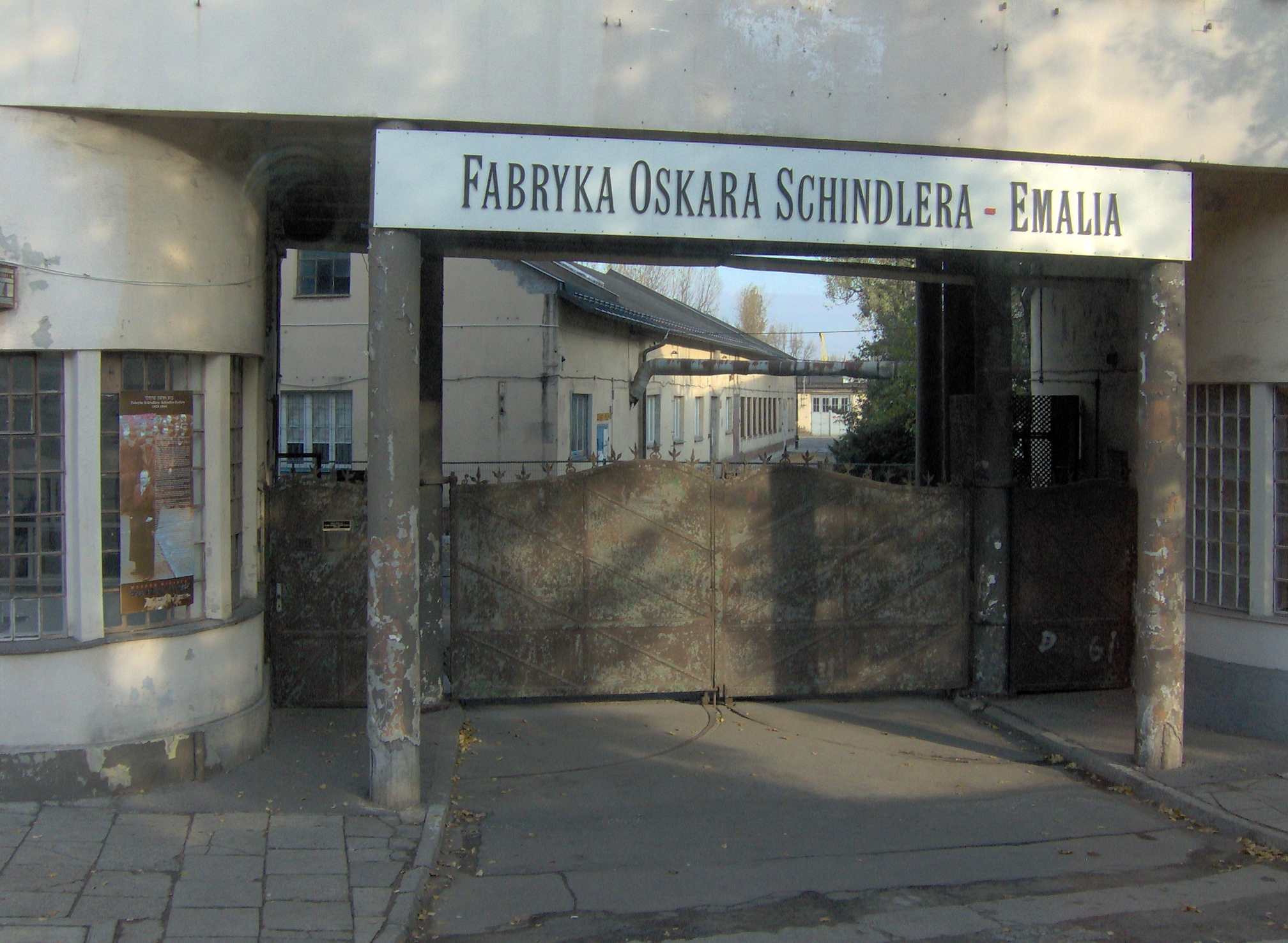
Továrna Oskara Schindlera v Krakově

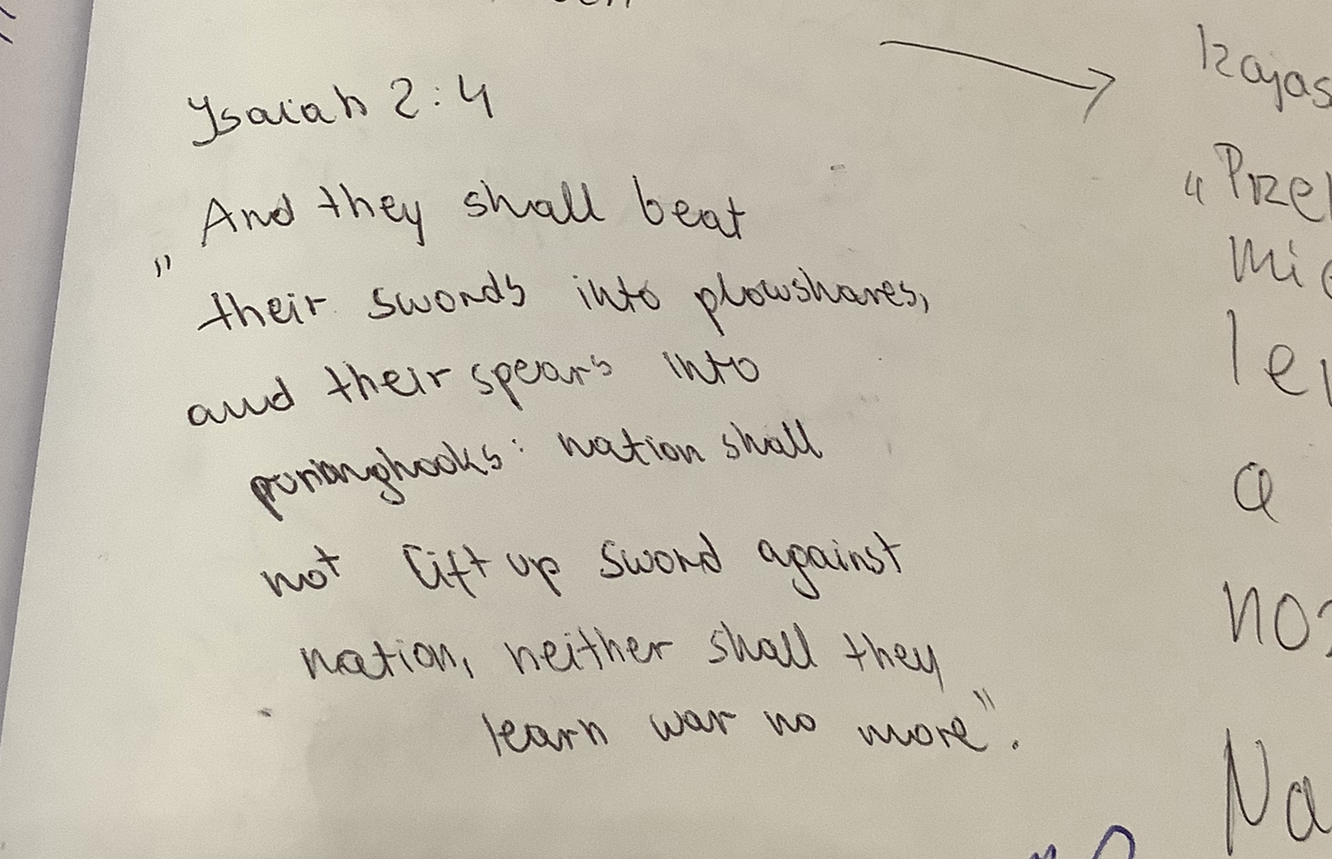
Návštěvní kniha

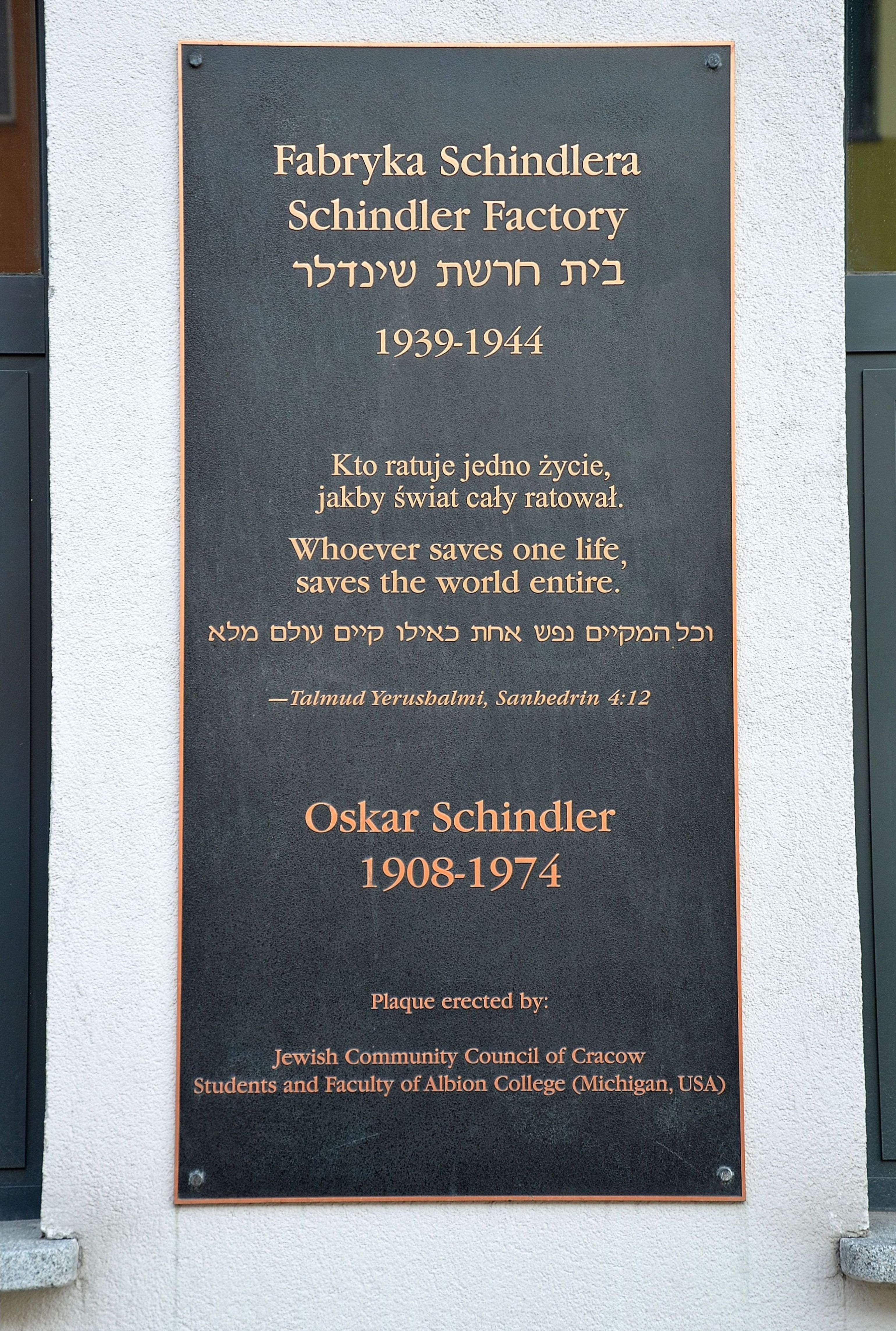
Pamětní deska

Továrna Oskara Schindlera v Krakově (polsky: Fabryka Emalia Oskara Schindlera) je bývalá železárna v Krakově. Nyní hostí dvě muzea: Krakovské muzeum moderního umění v Polsku, které se nachází ve starých dílnách, a pobočku Muzea historie města Krakova, která se nachází v ul. Lipowa 4 ve čtvrti Zabłocie, v administrativní budově bývalé smaltovny známé jako „Deutsche Emailwarenfabrik Oskara Schindlera“ (DEF), jak je vidět ve filmu Schindlerův seznam. Před DEF zde fungovala první malopolská továrna na smaltované zboží a výrobky ze železa, společnost s ručením omezeným, založená v březnu 1937.